# 東涌駅 (香港)
東涌駅（とうちょうえき）は香港新界離島区東涌市中心にある、香港鉄路（MTR）東涌線と昂坪360の駅である。MTR東涌線は昂坪360の駅とは別々にあり、直結していない。

## 歴史
- 1998年6月22日 - 東涌線の開通と共に開業。
- 2006年9月18日 - 昂坪360が開通し当駅に接続。
- 2019年
  - 9月1日 - 当駅で発生したデモ（中国語版、広東語版）により駅構内が破壊され、東涌線の運転が見合わせになる事態になった。なおデモ参加者は香港中心部に戻るには徒歩でしか手段がなくなった[1][2]。
  - 9月7日 - 当駅で再びデモ（中国語版、広東語版）が発生し、約200名の香港市民が集結した[3]。

## 駅構造

### 東涌線
青木あすなろ建設によって建設された地下駅。ホームは島式ホーム1面2線有しており、ホームドア完備。
| 東涌線のりば | ➋番線      | ■東涌線 香港方面→ |
| 東涌線のりば | 島式ホーム |                   |
| 東涌線のりば | ➊番線      | ■東涌線 香港方面→ |

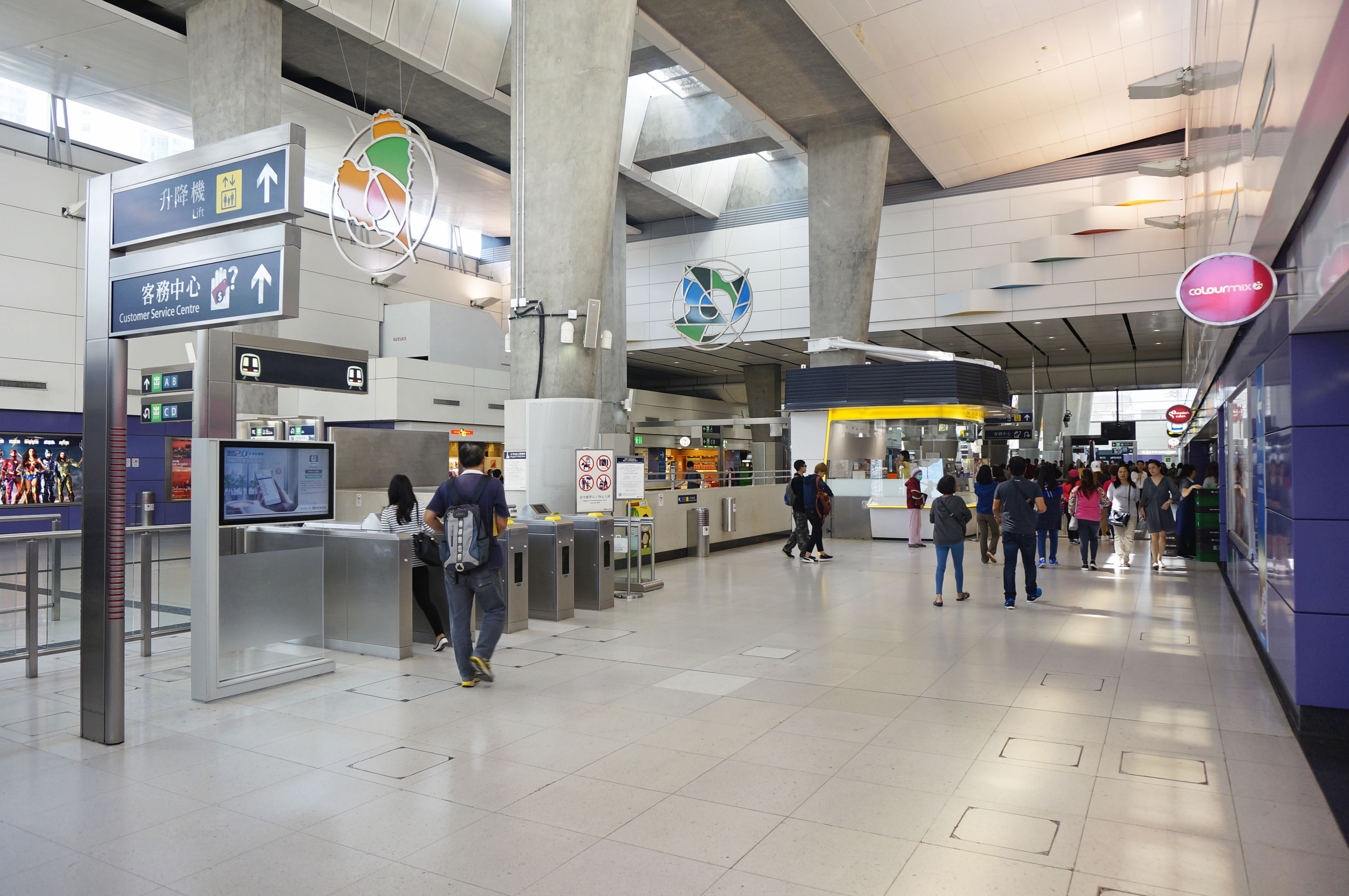
コンコース
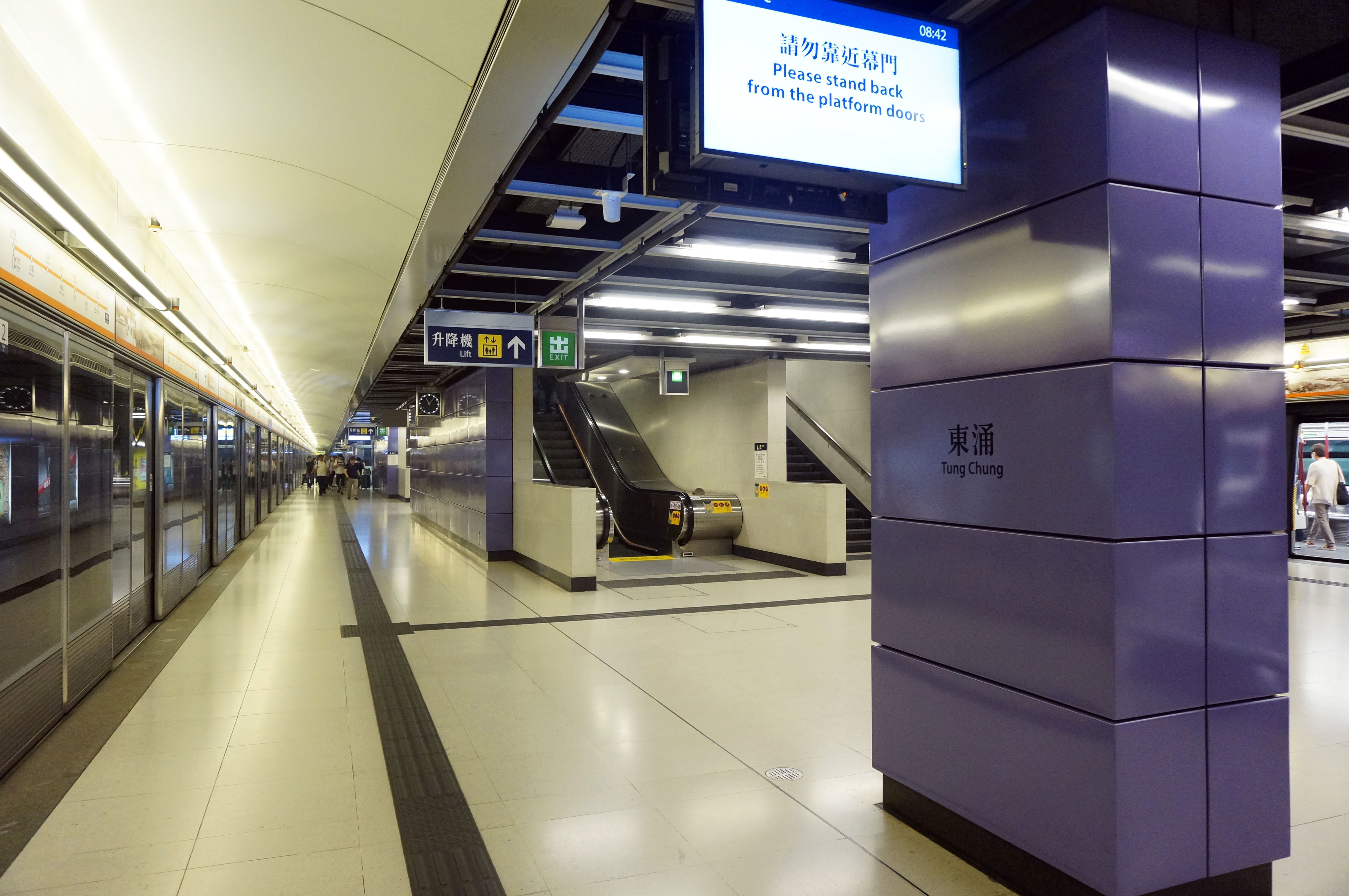
プラットホーム

#### 駅構内店舗
- セブンイレブン
- 恒生銀行
- パン屋
- ファッションショップ
- クリニック

#### 駅構内セルフサービス
- 中国銀行（香港） ATM
- 恒生銀行 ATM
- 自動販売機
- 自動カメラ
- 香港郵政郵箱服務
- 電子インスタントボーナスターミナル

### 昂坪360
駅舎の2階にロープウェイ乗り場、ロープウェイの改およびロープウェイ乗車券売り場が集約されている。地上と2階の間は階段やエスカレーターで連絡している。
| 昂坪360のりば |            | 降車ホーム                        |
| 昂坪360のりば | ホーム     | ←降車専用 ← ↓ → 昂坪360 昂坪方面→ |
| 昂坪360のりば | 乗車ホーム |                                   |

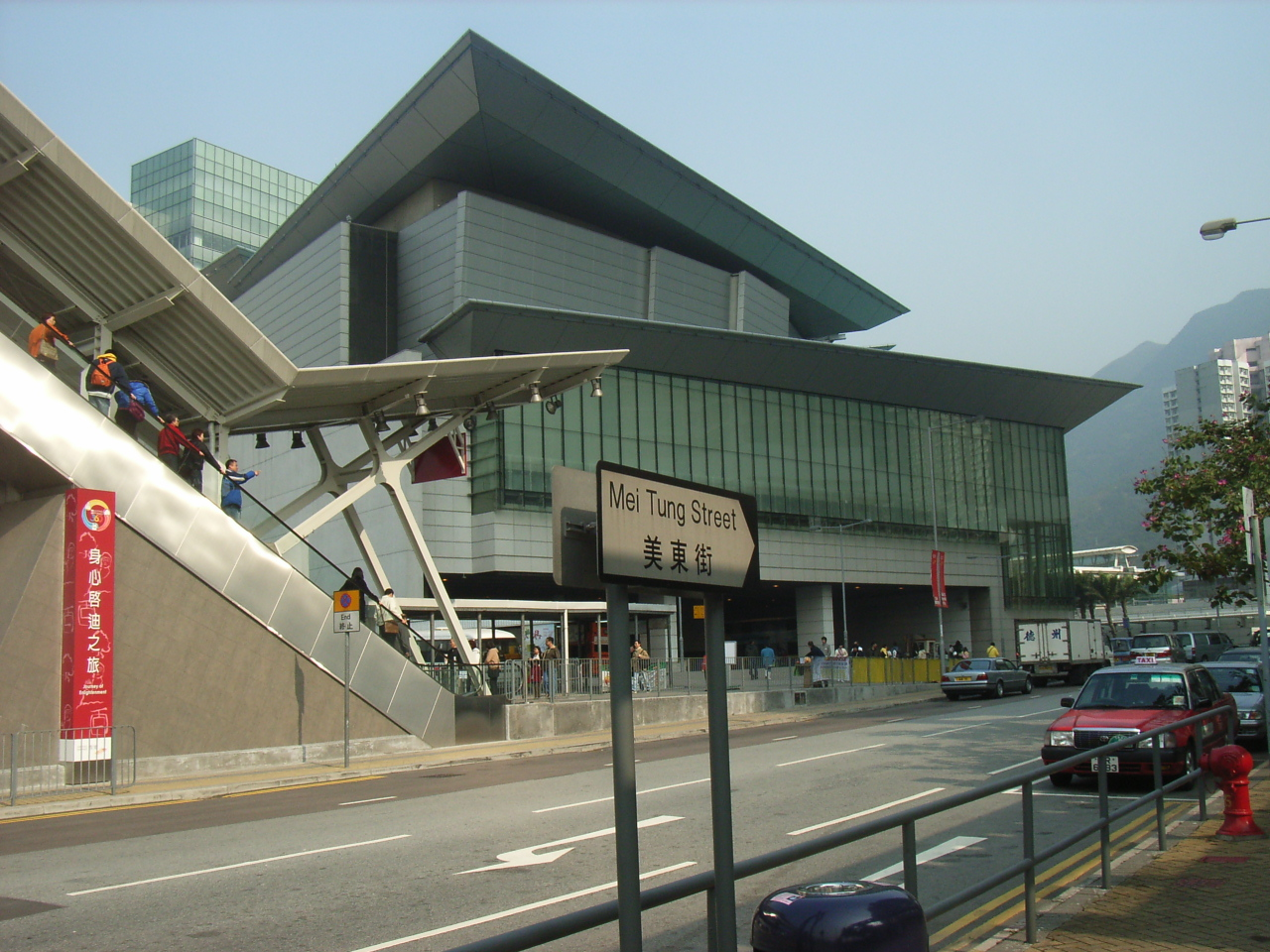
昂坪360の駅舎
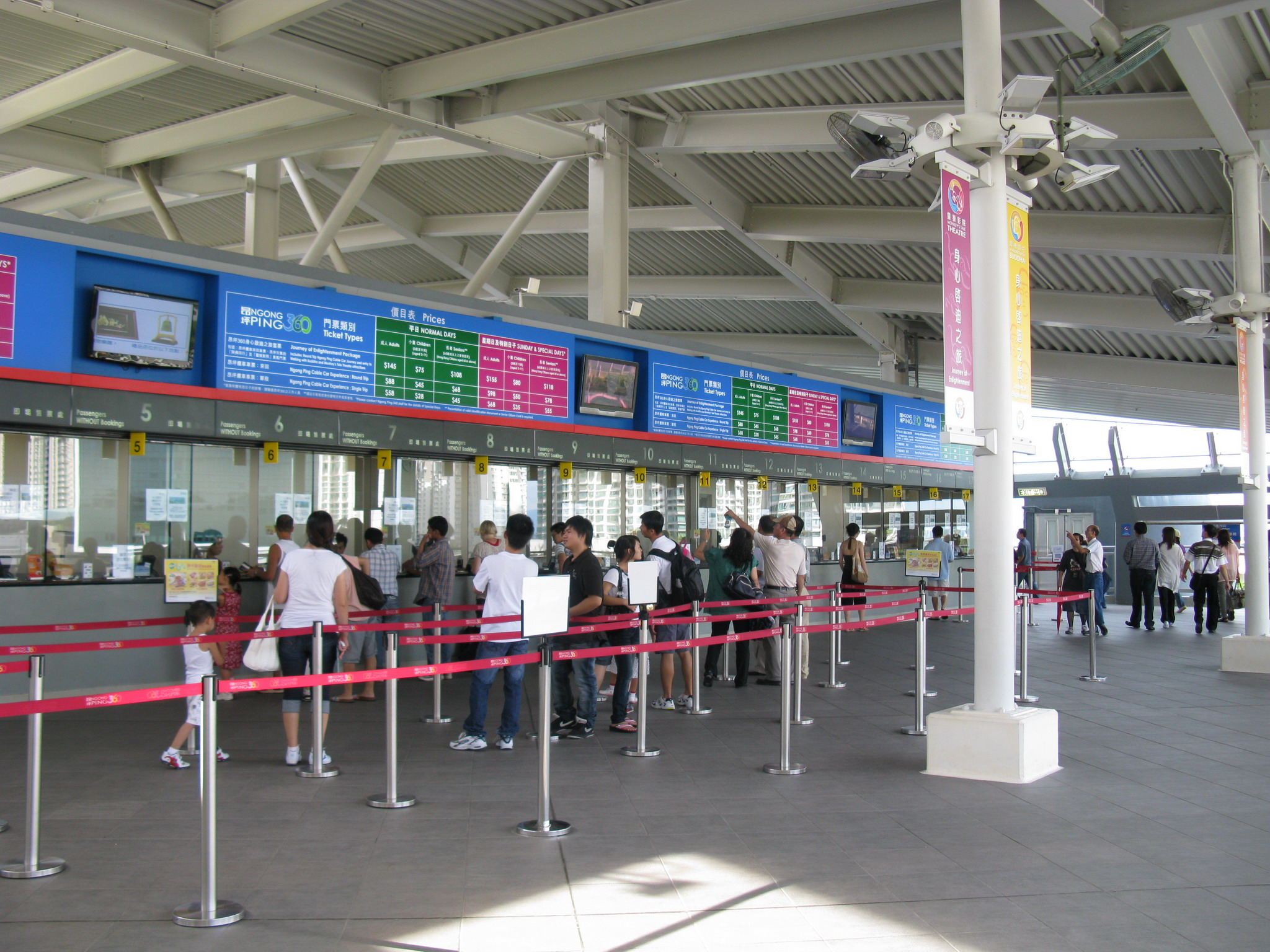
切符売り場
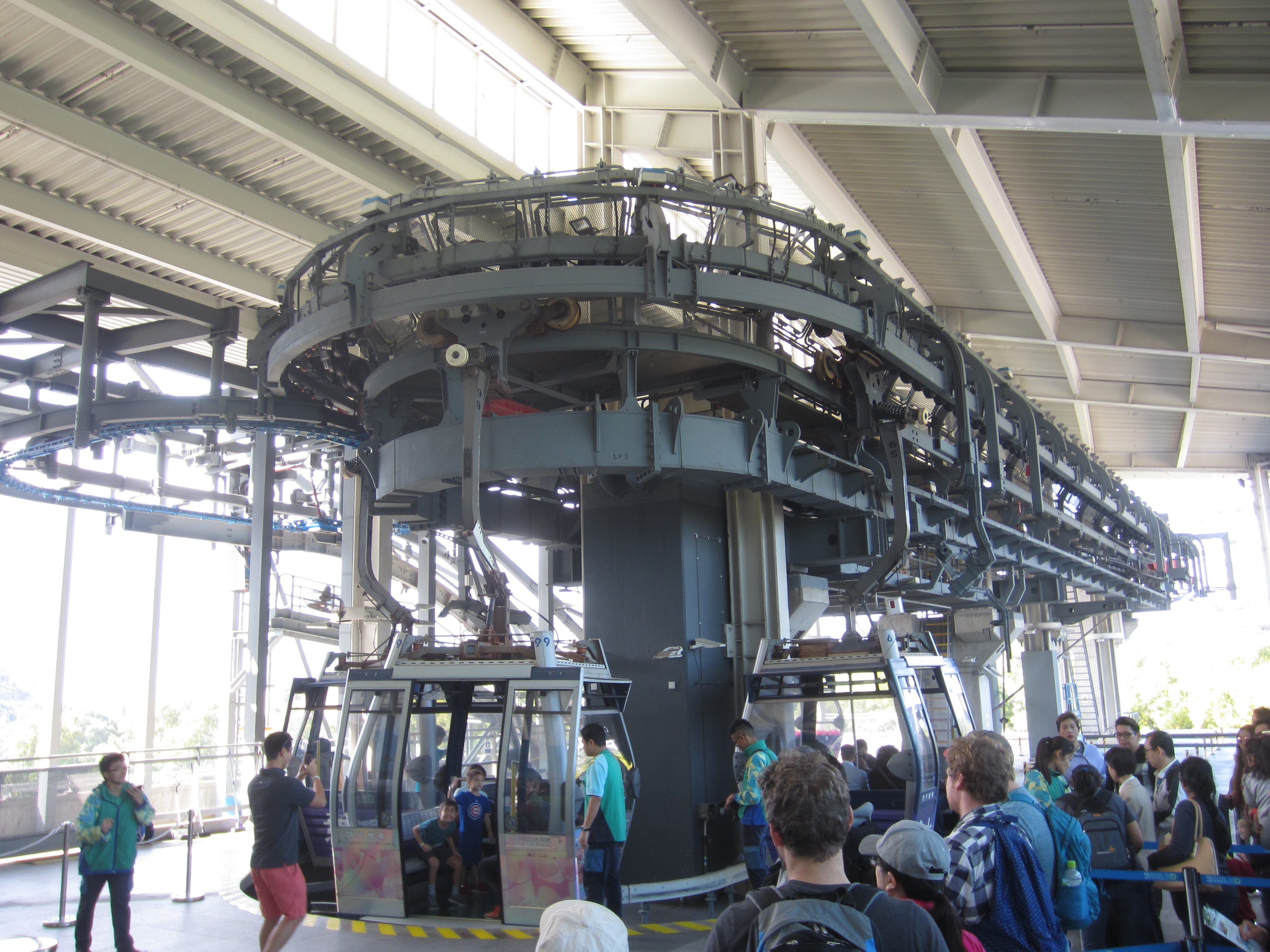
のりば

#### 駅構内店舗
- 昂坪360紀念品商店

## 駅周辺
- 富東邨（中国語版、広東語版）
- 東堤湾畔
- 青松侯宝垣小学（中国語版）
- 富東広場

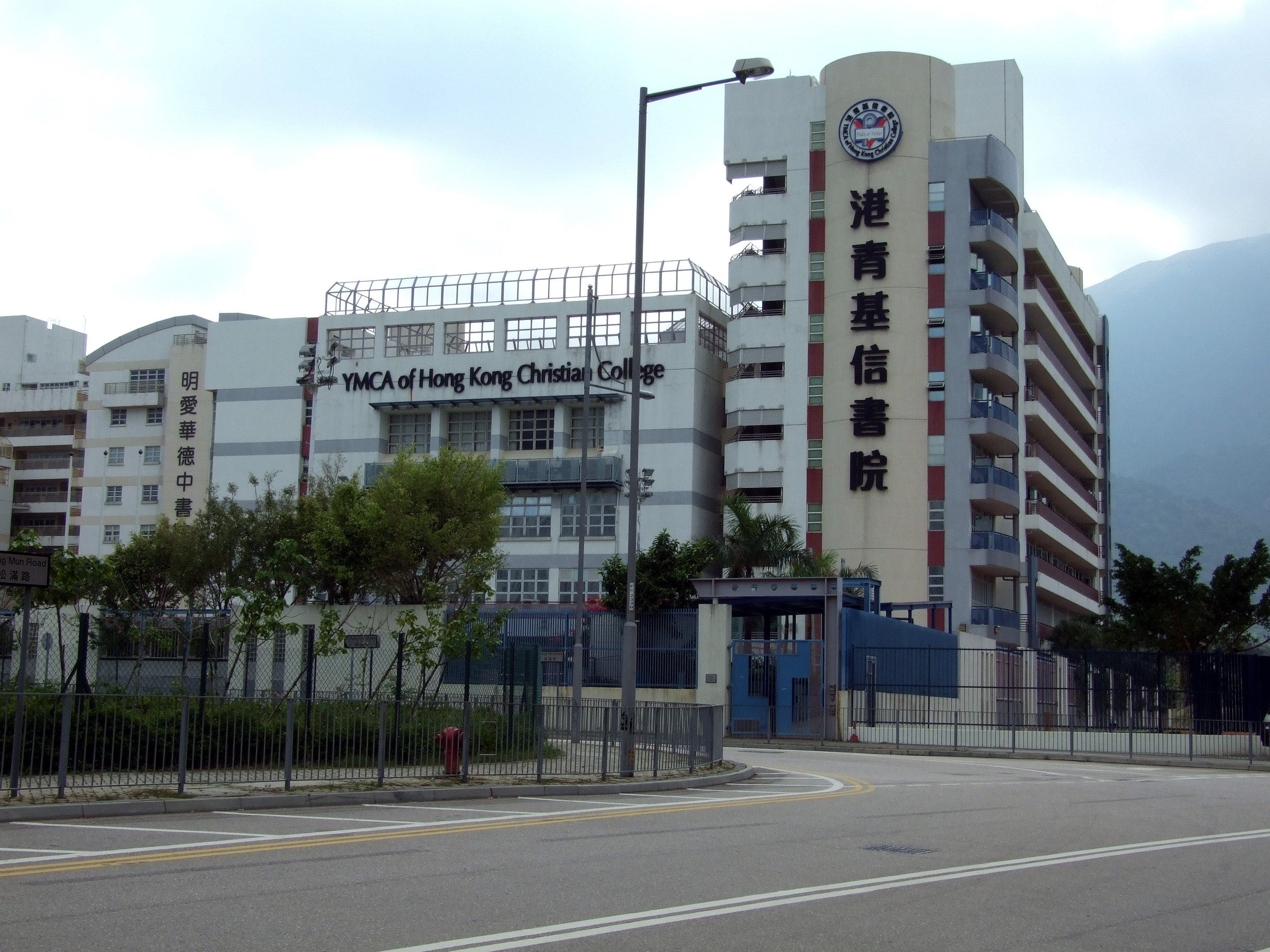
港青基信書院は、香港のランタオ島にある中学校で、香港教育局による直接助成金制度 (Direct Subsidy Scheme)の対象校である。

- 香港教育工作者総会黄楚標中学（中国語版）
- 保良局馬錦明夫人章馥仙中学（中国語版）
- 宝安商会温浩根小学
- 香港聖公会東涌総合服務
- 東涌健康中心（中国語版）
- 市区的士站
- 港青基信書院
- 裕東苑
- 東涌プール
- 東涌公共図書館
- ラメール
- ランタオ地区警察本部とランタオ北警察署

- 東涌民政事務処
- 東薈城名店倉（中国語版、広東語版）
- 映湾園（中国語版、広東語版）
- 藍天海岸（中国語版）
- 嗇色園主辦可誉中学曁可誉小学（中国語版）
- 水藍天
- 霊糧堂怡文中学（中国語版）
- 霊糧堂秀徳小学（中国語版）
- 諾富特東薈城酒店（中国語版）
- 海堤湾畔（中国語版、広東語版）
- 富東街
- 仏教青年営
- 大嶼山的士站
- 東涌郵便局
- 東涌市立サービスビル
- 東涌消防署兼救急車デポ
- 北ランタオ病院（準備ができていません）

### 路線バス
- 城巴／龍運バス（中国語版、広東語版）： 
  - S1 - 東涌駅 ↺ 機場（客運大楼）／機場博覧館（中国語版）
  - S52 - 東涌（逸東邨）（中国語版） ↔ 飛機維修区
  - S52P - 逸東 ↺ 亜洲空運中心（中国語版）
  - S56 - 東涌駅 ↺ 機場（客運大楼）
  - S64 - 逸東 ↺ 機場（客運大楼）
  - S64P - 逸東 ↺ 航膳東路
  - その他の路線：E11、E11A、E11B、E21、E21A、E22、E22A、E23、E23A、E31、E32、E33、E33P、E36、E36P、E36S、E37、E41、E42、N11、N21、N21A、N23、N26、N29、N30、N31、N42、N42A、N42P、N64、S52A、S64C、S64X、X1
- 新大嶼山バス（中国語版、広東語版）： 
  - 3M - 梅窩碼頭（中国語版） ↔ 東涌市中心
  - 11 - 東涌市中心 ↔ 大澳
  - 11A - 東涌市中心 ↔ 石壁（中国語版、広東語版）
  - 23 - 東涌（達東路）（中国語版） ↔ 昂坪（中国語版、広東語版）
  - 34 - 東涌（達東路） ↔ 石門甲（中国語版、広東語版）
  - 36 - 東涌（達東路） ↺ 小蠔湾（中国語版、広東語版）
  - 37 - 逸東邨（中国語版） ↔ 迎東邨（中国語版）（八達通乗換割引）
  - 37H - 迎東邨 ↔ 満東邨（中国語版、広東語版）（北ランタオ病院（中国語版、広東語版）経由）
  - 37M - 迎東邨 ↺ 東涌駅
  - 39M - 満東邨 ↺ 東涌駅
  - 38 - 逸東邨 ↺ 東涌駅（八達通乗転優惠）
  - 39M - 満東邨 ↺ 東涌駅
  - A35 - 梅窩 ↔ 機場（客運大楼）
  - B6 - 港珠澳大橋香港口岸（中国語版） ↔ 満東邨
  - N35 - 梅窩 ↔ 機場（客運大楼）
  - その他の路線：37P、37S、38X、N37、N38
- ディスカバリー・ベイ住民バス： 
  - DB01R - 東涌駅 ↔ 愉景湾

## 隣の駅
香港鉄路
■東涌線
東涌駅 - 欣澳駅
昂坪360
■昂坪360
東涌駅 - 昂坪駅